# Cantonul Reims-4
Cantonul Reims-4 este un canton din arondismentul Reims, departamentul Marne, regiunea Champagne-Ardennen, Franța.

## Comune
- Reims (parțial, reședință)
- Bétheny